# Manfred Luckas
Manfred Luckas (* 1965 in Grevenbroich) ist ein deutscher Autor, Lektor und Literaturwissenschaftler.

## Leben und Werk
Manfred Luckas studierte nach dem Abitur in Bedburg (Rhein-Erft-Kreis) Deutsche Sprache und Literatur, Geschichte und Politische Wissenschaften an der Universität zu Köln und in Bonn. Im Anschluss promovierte er neben Forschungsaufenthalten an der Humboldt-Universität zu Berlin und der University of Florida bei Volker Neuhaus in Köln. Das Thema lautete So lange du stehen kannst, wirst du kämpfen – Die Mythen des Boxens und ihre literarische Inszenierung. 1997 gab er im Reclam-Verlag die Anthologie Ring frei! Ein Lesebuch vom Boxen heraus. In dieser Zeit begann er, für das Fachmagazin Boxsport zu schreiben und als Autor und Referent für das Goethe-Institut zu arbeiten. Von 2000 bis 2002 war er als Autor, Lektor und Verlagsredakteur für die Edition Arcum tätig.
Seit 2003 ist er freier Autor und Lektor, u. a. für den Westdeutschen Rundfunk und den Wirtschaftsverlag Deutsche Standards Editionen, für den er an zahlreichen Buchprojekten mitgearbeitet hat. Schreibend liegt sein Akzent vor allem auf den Themen Literatur, Sport, Marke und Konsumkultur.

## Mitgliedschaften
- seit 2005 Mitglied in der Gesellschaft für Unternehmensgeschichte
- seit 2006 Mitglied und seit 2013 Vorsitzender des Freien Deutschen Autorenverbands, Landesverband Nordrhein-Westfalen e. V.
- seit 2020 Mitglied im Kuratorium des Deutschen Literaturfonds

## Veröffentlichungen (Auswahl)
- Manfred Luckas (Hrsg.): Ring frei! Ein Lesebuch vom Boxen. Reclam, Stuttgart 1997, ISBN 3-15-009642-1
- Manfred Luckas: Linker Haken – Rechte Gerade: Boxen in Deutschland. In: Willkommen – Das Magazin der Goethe-Institute in Deutschland, Heft 1, München 1999, S. 12
- Jörg Krichbaum und Manfred Luckas (Hrsg.): Sport & Fitness online. Internet-Kompendium. Edition Arcum, Köln 2000, ISBN 3-930912-74-0
- Jörg Krichbaum und Manfred Luckas: Cyber-Trend.de – Ein Barometer der Cyber-Kultur. Essays. Edition Arcum, Köln 2001, ISBN 3-89866-045-1
- Manfred Luckas: Training versus Wettkampf – Boxen zwischen Leistungsethos und Lucky Punch.[6] In: Berliner Debatte INITIAL, 12. Jg. 2001, Heft 1, S. 36–44, ISSN 0863-4564
- Manfred Luckas: So lange du stehen kannst, wirst du kämpfen – Die Mythen des Boxens und ihre literarische Inszenierung. dissertation.de, Berlin 2002, ISBN 3-89825-354-6
- Manfred Luckas: Feder und Faust – Boxen als Thema in der Literatur. In: Willkommen – Das Magazin der Goethe-Institute in Deutschland, Heft 2, München 2002, S. 4–5
- Manfred Luckas: Writing is fighting – Boxen in der Literatur. In: SportZeiten – Sport in Geschichte, Kultur und Gesellschaft, 3. Jg. 2003, Heft 1, S. 73–82, ISSN 1617-7606
- Manfred Luckas: Außenseiter. Online-Essay.[7] Goethe-Institut Shanghai, Abteilung Kultur und Bildung, 2008
- Manfred Luckas: Schmerz auf unserer Haut. Essay. In: Goethe-Institut Shanghai und Galerie Teapot: Transgressive Bodies. Berlin/Köln/Shanghai 2008, S. 5–7
- Manfred Luckas: Appropriation Art. Essay. In: Marke neu denken. Erich Posselt (Hrsg.), Springer Gabler, Frankfurt am Main 2016, S. 62–66, ISBN 978-3-658-11094-9
- Manfred Luckas: Die Mythen des Boxens in der Literatur. Aufsatz. In: Publikationen der Internationalen Vereinigung für Germanistik – Zwischen Tradition und Innovation (Shanghai 2015). Peter Lang, Berlin 2018, S. 337–343, ISBN 978 3-631-66874-0
- Manfred Luckas: Shakespeare versus Shaw. Essay. In: reibeisen/Kulturmagazin Kapfenberg, Nr. 35, Jahrgang 2018, S. 125–126, ISSN 1810-0473

## Mitautorenschaft (Auswahl)
- Florian Langenscheidt (Hrsg.): Deutsches Markenlexikon. Deutsche Standards Editionen, Köln 2007, ISBN 978-3-8349-0629-8
- Florian Langenscheidt und Peter May (Hrsg.): Lexikon der deutschen Familienunternehmen. Deutsche Standards Editionen, Köln 2009, ISBN 978-3-8349-1640-2
- Florian Langenscheidt und Peter May (Hrsg.): Handgemacht. Die schönsten Manufakturen Deutschlands. Deutsche Standards Editionen, Köln 2012, ISBN 978-3-86936-3493
- Florian Langenscheidt (Hrsg.): Beispielhafte Geschäftsberichte 2012. Deutsche Standards Editionen, Köln 2013, ISBN 978-3-86936-450-6
- Florian Langenscheidt (Hrsg.): Marken des Jahrhunderts – 5. Auflage. Deutsche Standards Editionen, Köln 2015, ISBN 978-3-94259-7494
- Erich Posselt (Hrsg.): Marke neu denken – Paradigmenwechsel in der Markenführung. Springer Gabler, Frankfurt am Main 2016, ISBN 978-3-658-11094-9